# Resolució 1276 del Consell de Seguretat de les Nacions Unides
La Resolució 1276 del Consell de Seguretat de les Nacions Unides fou adoptada per unanimitat el 24 de novembre de 1999.
Després d'examinar un informe del Secretari General Kofi Annan sobre la Força de les Nacions Unides d'Observació de la Separació (UNDOF), el Consell va prorrogar el seu mandat durant sis mesos més fins al 31 de maig de 2000.
La resolució va demanar a les parts implicades que implementessin immediatament la Resolució 338 (1973) i demanava que el Secretari General presentés un informe sobre la situació al final d'aquest període.
L'informe del Secretari General, de conformitat amb la resolució anterior sobre la UNDOF, va dir que la situació entre Israel i Síria havia romàs tranquil·la i sense incidents greus, tot i que la situació a l'Orient Mitjà es va mantenir com a perillosa fins que no s'assolís un acord.